# Lupus eritematoso discoide
Il lupus eritematoso discoide è una malattia della pelle caratterizzata da diverse lesioni cutanee. Si tratta di una variante del lupus eritematoso cutaneo cronico che si riscontra soprattutto sul volto e nelle zone della pelle esposte al sole.
Tra i vari sottotipi di lupus eritematoso cutaneo è quello che si presenta con maggior frequenza e che ha la minor probabilità di evolvere verso il lupus eritematoso sistemico.
Il termine "discoide" venne introdotto da Kaposi nel 1872.
In passato il termine "lupus eritematoso discoide" è stato utilizzato in senso generico per riferirsi ad una sottopopolazione di pazienti affetti da lupus eritematoso che soffriva prevalentemente di una qualunque moderata forma del lupus eritematoso cutaneo.

## Epidemiologia
Colpisce prevalentemente le donne (il rapporto fra i sessi è di 2 a 1). Per quanto riguarda l'età in cui si manifesta, è stata riscontrata una maggiore incidenza dopo il quarto decennio di età, con rari casi che si manifestano in adolescenza o durante la vecchiaia. Episodi di recidiva si riscontrano soprattutto nella primavera.

## Clinica
Il lupus eritematoso discoide è la variante più comune di lupus eritematoso cutaneo. 
Tipicamente (ma non esclusivamente) si evolve sulla pelle esposta alla luce: viso, orecchie, aspetti estensori degli avambracci, cuoio capelluto, tronco e, più raramente, mucosa orale. Le lesioni sono singole o sparse. Se sono presenti numerose lesioni disseminate, sono distribuite disordinatamente. Molte lesioni si trovano nell'area dell'eritema a farfalla, e alcune tendono ad apparire in luoghi insoliti, per esempio: le pieghe dell'orecchio esterno, le palpebre, le labbra o il vestibolo del naso; c'è una tendenza a non trasgredire le linee di confine naturali, per esempio, il bordo vermiglio del labbro o l'areola mammale.
È importante notare che le lesioni differiscono per la loro diversa età.
Le lesioni si evolvono secondo un corso temporale caratteristico. Le prime lesioni si presentano come eritemi piccoli, rotondi, ben definiti, leggermente sollevati con superfici opache che presto diventano ruvide al tatto e squamose. Le scaglie sono aderenti, spesso attaccate aii follicoli piliferi. Gli osti follicolari vengono prima allargati dalle scaglie cheratotiche e possono quindi scomparire completamente. C'è una perdita graduale di capelli nelle lesioni, portando ad una alopecia cicatriziale irreversibile. Le lesioni si possono diffondere lentamente e regredire al centro, che diventa liscio e depresso. Le lesioni intermedie sono demarcate, con un rilievo, e indurite. 
Possono sviluppare atrofia e perdita della normale consistenza della pelle al loro centro. Alla periferia rimangono i resti della lesione attiva
come eritemi squamosi anulari, arcuati o policiclici che continuano a diffondersi. Le lesioni vecchie , con una apparenza simile alle ustioni, possono essere sfiguranti: sono grandi, con bordi irregolari, bruscamente demarcate, depigmentate, glabre e con un aspetto cicatriziale. Possono verificarsi cicatrici anulari e rientranze crateriformi. Nel naso e nelle orecchie, potrebbe esserci una perdita di tessuto (mutilazione).
L'attività delle lesioni può cessare spontaneamente in tutte le fasi; le nuove lesioni possono guarire completamente (restitutio ad integrum), quelle più vecchie provocano atrofia.

## Diagnosi differenziale
La diagnosi differenziale per le lesioni fresche deve confrontarsi con lesioni simili dovute a cheratosi attinica, morbo di Bowen, dermatite seborroica, psoriasi.
Per le lesioni intermedie con: eritema arcuato o anulare centrifugo, carcinoma basocellulare superficiale.
Per le lesioni vecchie con: lupus vulgaris, cheratoacantoma, cicatrici atrofiche, ipopigmentazioni e lesioni della vitiligine.

## Terapia
Occorre intervenire tempestivamente per prevenire le possibili forme di atrofia cutanee. A tale scopo appaiono utili le pomate contenenti corticosteroidi (ad esempio fluocinolone o betametasone dipropionato). Altre terapie si basano sull'uso della talidomide (con somministrazione di 100 mg al giorno).